# Erythrocebus
Erythrocebus és un gènere de primats de la família dels cercopitècids. Les dues espècies d'aquest grup són oriündes de l'Àfrica subsahariana. El gènere inclou els primats més ràpids, capaços de córrer a 55 km/h. Aquest grup fou considerat monofilètic fins a principis del 2018, quan E. poliophaeus fou separat de la mona vermella (E. patas).